# Fabian Lienhard
Fabian Lienhard (Steinmaur, cantó de Zúric, 3 de setembre de 1993) és un ciclista suís que combina la carretera amb el ciclocròs. Actualment milita a l'equip Tudor Pro Cycling Team.

## Palmarès en ruta
- 2010
  - Vencedor d'una etapa al Gran Premi Rüebliland
- 2014
  -  Campió de Suïssa sub-23 en ruta
  - 1r al Campionat de Zúric
- 2018
  - Vencedor d'una etapa al Tour de Normandia
- 2019
  - 1r al Poreč Trophy
  - Vencedor d'una etapa al Tour de Loir i Cher

### Resultats a la Volta a Espanya
- 2022. 122è de la classificació general

### Resultats al Giro d'Itàlia
- 2023. 113è de la classificació general
- 2024. 139è de la classificació general

## Palmarès en ciclocròs
- 2011-2012
  -  Campió de Suïssa sub-23 en ciclocròs
- 2014-2015
  -  Campió de Suïssa sub-23 en ciclocròs